# Vorhäuschen

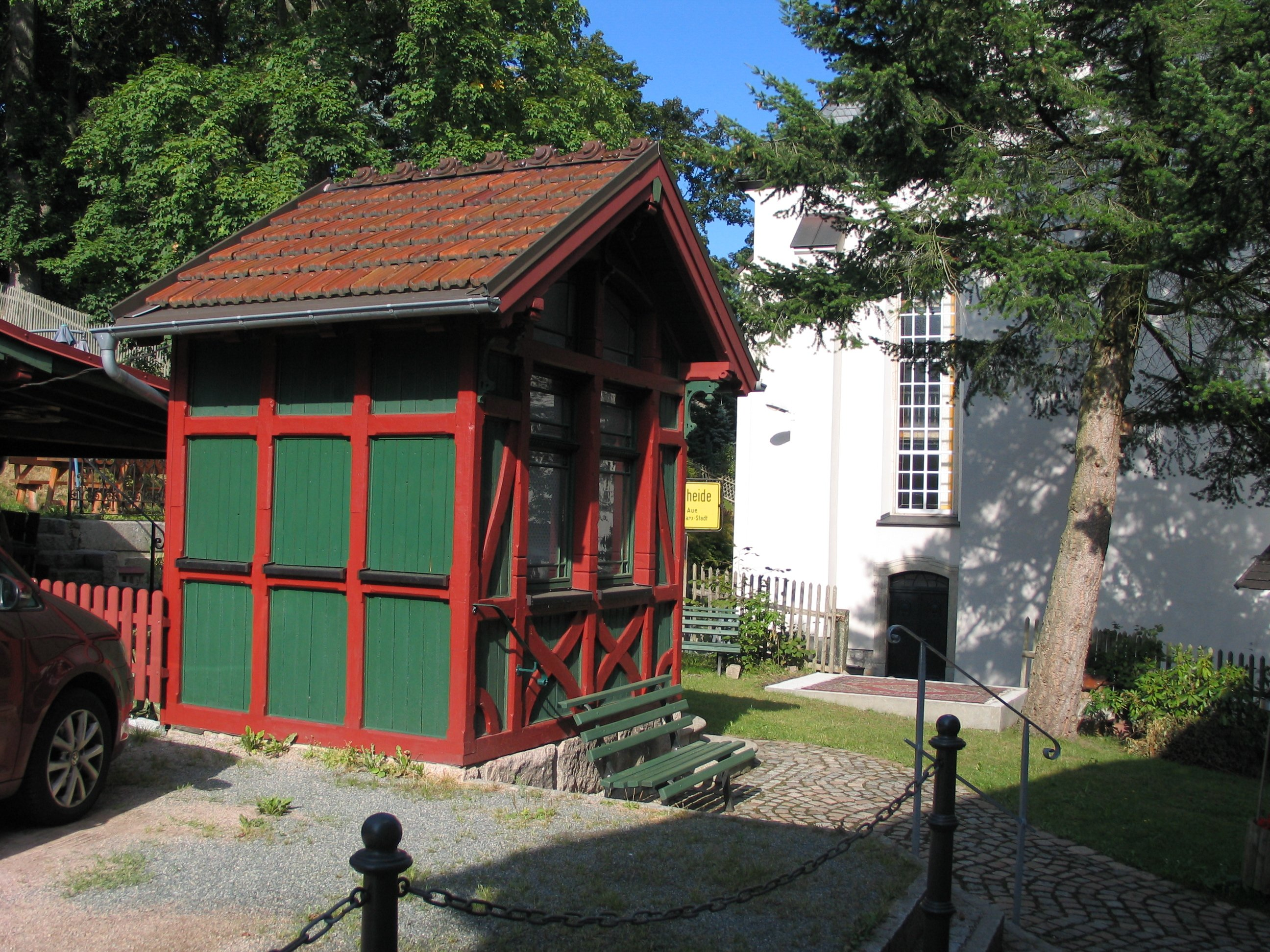
Ein früher vor einem Haus stehendes hölzernes Vorhäuschen, nun im Garten eines Museums

Ein Vorhäuschen, Vorhaus oder selten Vorbau hat die Funktion, die insbesondere bei älteren Häusern oft vorhandene Undichtigkeit der Haustüren etwas auszugleichen. Sie halten die strenge Winterkälte vom eigentlichen Eingangsbereich fern und geben außerdem die Gelegenheit z. B. Schneeräumgeräte oder Schuhe unterzustellen. Im Gegensatz zum Vordach bietet ein Vorhäuschen besseren Schutz vor der Witterung.
Früher bestand ein Vorhäuschen meist aus einem Holzvorbau, mittlerweile werden eher massive Stein- bzw. Ziegelbauten verwendet. Auch Metall- und Glaskonstruktionen, ähnlich einem Wintergarten, sind möglich.